# 주간고속도로 제93호선
주간고속도로 제93호선(영어: Interstate 93, I-93)은 미국 북동부 매사추세츠주 캔튼(Canton)과 버몬트주 세인트존스버리(St. Johnsbury)를 연결하는 총 연장 305.69km의 고속도로이다. 93호선은 노선 전체가 뉴잉글랜드 지방에 있는 3개의 고속도로 중 하나에 속한다. 특히 남부 보스턴 지역에서는 95호선이 보스턴 외곽 지역을 순환하는데 반해 93호선은 도심을 관통하기 때문에 도심으로 접근하려는 차량이 많은 편이다. 캔튼 시점부터 리딩(Reading)까지는 95호선보다 동쪽에 위치해 있어 번호 배정이 어긋난다.